# Sulphur Psalms
Sulphur Psalms demouradak je njemačkog death metal-sastava Sulphur Aeon. Demo je 1. veljače 2010. samostalno objavio sastav na svojim internetskim stranicama.

## Popis pjesama
| 1.    | »Intro«            | 0:55 |
| 2.    | »Watch You Burn«   | 3:25 |
| 3.    | »Legion We Are«    | 4:20 |
| 4.    | »Aeons of Sulphur« | 3:50 |
| 5.    | »40mm Psalms«      | 4:41 |
| 17:11 |                    |      |

## Zasluge
Sulphur Aeron
- M. — vokali, naslovnica, logotip
- T. — gitara, bas-gitara, bubnjevi, programiranje

Dodatni glazbenici
- Marcel Schiborr — solo gitara (na 5. pjesmi)

Ostalo osoblje
- Simon Werner — snimanje, miksanje, mastering